# رجل في مواجهة نحلة (مسلسل)
رجل في مواجهة نحلة (بالإنجليزية: Man vs. Bee) هو مسلسل تلفزيوني كوميدي من تأليف وإخراج ديفيد كير. من بطولة روان أتكينسون، وجينغ لوسي، وكلودي بلاكلي، وتوم باسدن، وجوليان رايند توت، وجريج ماكهيو، وإنديا فاولر. عرض المسلسل لأول مرة على نتفليكس في 24 يونيو 2022.

## قصة المسلسل
يحكي المسلسل قصة رجل متلعثم يُدعى تريفور يعمل كناطور منزل، وجد وظيفة حيث تعد بالغة الأهمية بالنسبة له، وهي الاعتناء بأحد المنازل الفاخرة التي يملكها الزوجان نينا وكريستين، إلى حين عودتهم من أجازتهم القصيرة، عندما ألقى تريفور نظرة على المنزل تفاجأ من حجم المنزل والأمور الثمينة التي داخله وكل ما يعمل بالأنظمة الأتوماتيكية، طلب منه أكثر من مهمة منها الأعتناء بكلبتهم (كاب كيك)، أخبرته نينا أن جميعها موجودة في دليل المنزل، للحظة لم تكن نينا مطمئنة لتريفور وأخبرت كريستين بذلك ولكنه لم يبالي، عند مغادرة السيدين من المنزل قام تريفور بالأتصال على ابنته (مادي) وترك لها رسالة صوتية، فجأة يكتشف نحلة في المنزل ثم يجد نفسة في معركة دائمة معها فتحدث بينهم الكثير من الحروب والأضرار حيث قام بكسر تمثال مالك المنزل أثناء محاولة الإمساك بالنحلة، ومن هنا تبدأ سلسلة الأحداث المجنونة والمضحكة في نفس الوقت تتضمن قاذفات لهب ومطارق وصواريخ، فيحاول التغلب عليها ولكن في النهاية يجد نفسه في المحكمة بسبب هذه النحلة.

## روابط خارجية
- رجل في مواجهة نحلة على موقع IMDb (الإنجليزية)
- رجل في مواجهة نحلة على موقع ميتاكريتيك (الإنجليزية)
- رجل في مواجهة نحلة على موقع روتن توميتوز (الإنجليزية)
- رجل في مواجهة نحلة على موقع نتفليكس (الإنجليزية)
- رجل في مواجهة نحلة على موقع فيلمافينيتي (الإسبانية)
- رجل في مواجهة نحلة على موقع كينوبويسك (الروسية)
- رجل في مواجهة نحلة على موقع قاعدة بيانات الفيلم (الإنجليزية)